# Võ sĩ giác đấu II
Võ sĩ giác đấu II (tựa gốc: Gladiator II) là một bộ phim điện ảnh Anh – Mỹ thuộc thể loại sử thi – hành động ra mắt vào năm 2024 do Ridley Scott làm đạo diễn và đồng sản xuất, với phần kịch bản do David Scarpa chắp bút. Tác phẩm có sự tham gia diễn xuất của các diễn viên gồm Paul Mescal, Pedro Pascal, Joseph Quinn, Fred Hechinger, Lior Raz, Derek Jacobi, Connie Nielsen và Denzel Washington. Jacobi và Nielsen tiếp tục đảm nhiệm vai diễn của mình từ bộ phim đầu tiên, với Mescal thay thế Spencer Treat Clark. Trong phần phim này, Mescal vào vai Lucius, con trai của Maximus và Lucilla, người trở thành võ sĩ giác đấu sau khi quê hương của anh bị quân đội La Mã do tướng quân Marcus Acacius chỉ huy xâm lược. Lucius tìm cách trả thù Acacius và chiến đấu như một võ sĩ giác đấu cho Macrinus, một cựu nô lệ có kế hoạch lật đổ hoàng đế Geta và Caracalla.
Phần tiếp theo của loạt phim Võ sĩ giác đấu đã được thảo luận từ tháng 6 năm 2001, với David Franzoni và John Logan sẽ trở lại với tư cách là biên kịch viên. Vài năm sau, Scott đã cung cấp các bản cập nhật tạm thời, bao gồm cả sự tham gia có khả năng của nam diễn viên chính của bộ phim gốc, Russell Crowe, cùng với các ý tưởng nội dung về thế giới bên kia của người La Mã và các giai đoạn lịch sử khác nhau. Quá trình phát triển đã bị dừng lại khi DreamWorks bán bản quyền tài sản cho Paramount vào năm 2006. Bộ phim cuối cùng đã được công bố vào năm 2018 và Mescal được chọn vào vai chính vào tháng 1 năm 2023, với kịch bản được phác thảo bởi Scarpa. Các diễn viên còn lại đã ký hợp đồng trong vài tháng tiếp theo. Việc ghi hình được diễn ra từ tháng 6 năm 2023 đến tháng 1 năm 2024, với thời gian gián đoạn năm tháng do tranh chấp lao động tại Hollywood 2023.
Võ sĩ giác đấu II đã được công chiếu lần đầu tiên tại Sydney, Úc vào ngày 30 tháng 10 năm 2024 và được phát hành tại Anh và Việt Nam vào ngày 15 tháng 11, cũng như tại Mỹ vào ngày 22 tháng 11 cùng năm. Tác phẩm nhìn chung nhận về những lời khen ngợi từ giới chuyên môn sau khi ra mắt và thu về 462,2 triệu USD từ kinh phí sản xuất 210 triệu USD. Một phần tiếp theo khác, Võ sĩ giác đấu III, đang trong giai đoạn đầu phát triển.

## Nội dung
Mười sáu năm sau cái chết của Marcus Aurelius, Đế quốc La Mã được cai trị bởi hoàng đế song sinh tham nhũng Geta và Caracalla. Cháu trai của Aurelius, Lucius Verus Aurelius, sống với vợ là Arishat dưới bí danh "Hanno" ở Numidia. Quân đội La Mã của tướng Marcus Acacius xâm lược và chinh phục thành phố, bắt Lucius làm nô lệ và giết chết Arishat. Để quảng cáo những nô lệ với tư cách là võ sĩ giác đấu tiềm năng, người La Mã cho họ đấu với những con khỉ đầu chó hoang. Lucius giết chết một con khỉ đầu chó một cách tàn bạo và gây ấn tượng với người quản lý chuồng ngựa Macrinus. Mặc dù Lucius không muốn trở thành đấu sĩ, Macrinus hứa cho anh cơ hội giết Acacius nếu anh ta thắng đủ số trận ở Roma.
Acacius trở về Roma với tư cách là một anh hùng chiến tranh. Geta và Caracalla sắp xếp các trò chơi đấu sĩ ở Đấu trường La Mã để ăn mừng chiến thắng của Acacius. Vỡ mộng với chiến tranh, Acacius xin nghỉ cùng vợ là Lucilla, nhưng đã bị các hoàng đế khước từ với việc tham dự âm mưu chinh phục Ba Tư và Ấn Độ. Thượng nghị sĩ Thraex mở tiệc cho các hoàng đế và sắp xếp một cuộc đấu kiếm để giải trí. Sau khi Lucius thắng, Geta hỏi anh đến từ đâu. Lucius khinh thường đọc thơ của Virgil, tiết lộ nền giáo dục La Mã của mình. Ravi, bác sĩ của các đấu sĩ, điều trị vết thương cho Lucius và kết bạn với anh.
Tại Đấu trường La Mã, Lucius noi gương đấu sĩ huyền thoại quá cố Maximus để tái lập chiến thắng vinh quang của ông. Lucilla nhận ra Lucius là con trai mình, người mà bà đã gửi đi khỏi Roma khi còn nhỏ để bảo vệ anh khỏi các đối thủ tranh giành ngai vàng. Trong một trận hải chiến ở Đấu trường La Mã, Lucius dẫn đầu phe của mình giành chiến thắng và bắn nỏ vào Acacius, người đang theo dõi. Thế nhưng, nỏ đó đã không giết được ông ta. Sau trận chiến, Lucilla cố gắng kết nối lại với con trai mình nhưng Lucius tức giận từ chối bà. Anh đã phẫn nộ khi bị buộc phải chạy trốn khỏi Roma trong khi mẹ anh sống trong nhung lụa và cảm thấy buồn bã vì người tình mới của bà đã gây ra cái chết của vợ anh.
Lucius biết rằng Ravi là một cựu nô lệ đã giành được tự do tại Đấu trường La Mã. Ravi chỉ cho Lucius ngôi đền đấu sĩ của Maximus, nơi lưu giữ thanh kiếm và áo giáp của Maximus. Lucilla và Acacius âm mưu với các thượng nghị sĩ Thraex và Gracchus để lật đổ các hoàng đế và khôi phục lại nền Cộng hòa La Mã. Acacius cũng đồng ý giải cứu Lucius khỏi chế độ nô lệ. Tuy nhiên, Thraex, người nợ tiền Macrinus, đã mách nước cho Macrinus. Để giành được sự ủng hộ của hoàng đế, Macrinus khuyên các hoàng đế bắt giữ Lucilla và Acacius vì tội phản quốc.
Macrinus yêu cầu Lucius giết Acacius ở Đấu trường La Mã. Lucius chiến đấu với Acacius nhưng từ chối xử tử ông ta. Đội cận vệ Praetoria xử tử Acacius theo lệnh của Geta, khiến mọi người nổi loạn. Khi Macrinus đặt câu hỏi về việc Lucius từ chối giết Acacius, Lucius lập luận rằng La Mã có thể là một nơi tốt hơn, nhưng Macrinus không đồng ý. Macrinus đến thăm Lucilla trong phòng giam của bà và tiết lộ rằng hắn từng là nô lệ dưới sự cai trị của cha bà, Marcus Aurelius, và sẽ trả thù La Mã bằng cách trở thành hoàng đế và chấm dứt triều đại đế quốc.
Macrinus thao túng Caracalla giết Geta. Sau khi Caracalla phong con khỉ cưng của mình làm lãnh sự, Macrinus thuyết phục Thượng viện lật đổ hắn. Ông ta cũng thuyết phục Caracalla sử dụng Lucilla làm mồi nhử ở Đấu trường La Mã, nơi mà chỉ có Lucius có thể bảo vệ bà trước một đám kẻ thù. Theo kế hoạch của mình, Lucius và Lucilla sẽ bị tàn sát mà Thượng viện sẽ giải quyết bằng cách xử tử Caracalla.
Lucius và Lucilla làm hòa để đánh bại Macrinus. Lucilla thông báo với Lucius rằng anh là con trai của Maximus và tặng Lucius chiếc nhẫn của cha bà. Lucius cử Ravi cùng chiếc nhẫn đến gặp quân đoàn của Acacius bên ngoài Roma vì viện trợ quân sự. Lucilla được đưa vào Đấu trường La Mã cùng với các thượng nghị sĩ mà bà đã cùng lập mưu. Được trang bị thanh kiếm và áo giáp của Maximus, Lucius tập hợp các đấu sĩ nổi loạn chống lại những kẻ bắt họ làm nô lệ và bảo vệ Lucilla khỏi bị hành quyết. Gracchus bị giết trong cuộc tấn công dữ dội, trong khi Macrinus giết Lucilla và Caracalla. Macrinus chạy trốn khỏi thành phố náo loạn khi hắn bị truy đuổi.
Tiếp theo đó, các quân đội của Acacius và Macrinus đánh nhau bên ngoài thành Roma. Để tránh một trận chiến, Macrinus và Lucius đấu tay đôi. Mặc dù Macrinus gần như giết chết Lucius trên một con sông, Lucius đã được truyền cảm hứng từ giọng nói của mẹ mình và cuối cùng tiêu diệt Macrinus. Anh đã tiết lộ danh tính thực sự của mình là người thừa kế hoàng gia và thuyết phục vệ binh Praetoria cho phép anh ta vào thành Roma. Sau đó, Lucius để tang cha mẹ mình tại Đấu trường La Mã.

## Diễn viên
- Paul Mescal vai Lucius Verus Aurelius / "Hanno": Cháu trai cựu hoàng đế Marcus Aurelius và con nuôi của Maximus Decimus Meridius, nhân vật chính của bộ phim đầu tiên. Sau cái chết của cha mình, Lucius đã bị mẹ mình, Lucilla, gửi đi khỏi Roma khi còn nhỏ để bảo vệ anh khỏi những kẻ ám sát. Anh đã không gặp mẹ anh trong khoảng 15 năm. Lucius sống với vợ mình ở Numidia nhưng bị quân đội La Mã bắt làm tù binh sau khi họ xâm chiếm nhà anh và giết vợ anh. Anh bị bán làm nô lệ để trở thành võ sĩ giác đấu ở Đấu trường La Mã. Anh tìm cách trả thù người La Mã và vị tướng của họ, Acacius.
- Pedro Pascal vai Tướng Acacius: Một vị tướng của quân đội La Mã được huấn luyện bởi Maximus và chồng của Lucilla. Mặc dù sống xa hoa ở Roma, ông dành phần lớn thời gian của mình cho các chiến dịch quân sự cho các hoàng đế. Ông chỉ huy một đội quân xâm chiếm Numidia và nhà của Lucius nhưng cảm thấy vỡ mộng vì chiến tranh và không muốn nhìn thêm những cảnh đổ máu vì các hoàng đế. Acacius âm mưu với Lucilla để lật đổ các hoàng đế nhưng bị bắt và bị giáng xuống thành võ sĩ giác đấu ở Đấu trường La Mã.
- Connie Nielsen vai Lucilla: Mẹ của Lucius, người tình cũ của Maximus và con gái của Marcus Aurelius. Bà đã gửi Lucius đi khỏi Roma sau cái chết của Maximus để bảo vệ anh khỏi các đối thủ tranh giành ngai vàng của hoàng đế. Sau cái chết của Maximus, bà kết hôn với Acacius. Bà theo dõi Lucius chiến đấu ở Đấu trường La Mã nhưng ban đầu không nhận ra anh là con trai mình. Do sự nổi tiếng của bà trong lòng người dân La Mã, bà bị những người có quyền lực, chẳng hạn như các hoàng đế, lợi dụng. Nielsen tiếp tục vai diễn của cô từ bộ phim gốc.
- Denzel Washington vai Macrinus: Một cựu nô lệ có kế hoạch kiểm soát La Mã. Ông ta huấn luyện các võ sĩ giác đấu và là người cố vấn của Lucius. Ông ta cũng làm nghề buôn và cung cấp vũ khí, thực phẩm và dầu cho quân đội La Mã ở châu Âu. Nhân vật của Washington được lấy ý tưởng từ nhân vật lịch sử Marcus Opellius Macrinus.
- Joseph Quinn vai Hoàng đế Geta: Đồng hoàng đế La Mã cùng với anh trai mình, Caracalla.
- Fred Hechinger vai Hoàng đế Caracalla: Đồng hoàng đế La Mã cùng với anh trai mình, Geta. Hắn có một con khỉ cưng và tính tình kém ổn định hơn anh trai mình do bị xói mòn nhận thức.
- Lior Raz vai Viggo: Người huấn luyện các võ sĩ giác đấu cho Macrinus. Một cựu đấu sĩ, Viggo là một người hộ tống các đấu sĩ "cứng rắn" đến các cuộc chiến của họ.
- Derek Jacobi vai Thượng nghị sĩ Gracchus: Một thành viên của Thượng viện La Mã phản đối sự tham nhũng ngày càng gia tăng của Đế chế. Jacobi đảm nhiệm lại vai diễn của mình từ bộ phim gốc.
- Peter Mensah trong vai Jugurtha: Một thủ lĩnh người da đen đến từ Numidia. Anh đã hướng dẫn Lucius sau khi Lucius bị lưu đày khỏi La Mã. Sau đó, anh bị bắt làm nô lệ và buộc phải trở thành võ sĩ giác đấu.
- Matt Lucas trong vai người dẫn chương trình: Người thông báo chương trình công cộng của Đấu trường La Mã.
- Alexander Karim trong vai Ravi: Một cựu võ sĩ giác đấu đến từ Ấn Độ đã giành được tự do và sau đó chọn làm bác sĩ cho những chiến binh bị thương.
- Tim McInnerny trong vai Thượng nghị sĩ Thraex: Một thành viên tham nhũng, nghiện cờ bạc của Thượng viện La Mã, người nợ Macrinus một khoản tiền khổng lồ.
- Rory McCann trong vai Tegula: Chỉ huy của Đội cận vệ Hoàng đế La Mã.
- Yuval Gonen trong vai Arishat: Vợ của Lucius, một cung thủ lão luyện đã mất mạng trong cuộc xâm lược của người La Mã tại quê hương của họ.
- Alec Utgoff trong vai Darius: Chỉ huy thứ hai của Acacius, người mà Acacius chiêu mộ để tiến hành một cuộc đảo chính chống lại các hoàng đế tham nhũng.
- Yann Gael trong vai Bostar.

## Nhạc nền phim
Vào tháng 1 năm 2024, Harry Gregson-Williams là người được chọn để sáng tác nhạc phim cho bộ phim. Gregson-Williams thay thế Hans Zimmer và Lisa Gerrard, những người đã sáng tác nhạc cho bộ phim đầu tiên. Zimmer quyết định không quay lại vì ông không muốn lặp lại tác phẩm của mình từ bộ phim đầu tiên. Trong một cuộc phỏng vấn với Curzon, ông đã nói rằng bộ phim "được thực sự giao phó tốt" cho Gregson-Williams, người đã bắt đầu sự nghiệp của mình với tư cách là trợ lý của Zimmer.
Gregson-Williams đã viết 100 phút nhạc nền phim gốc cho bộ phim và sử dụng một số đoạn nhạc của Zimmer và Gerrard từ bộ phim đầu tiên.

## Doanh thu
Tại Hoa Kỳ và Canada, Võ sĩ giác đấu II được dự đoán sẽ thu về khoảng 60 triệu đô la từ 3.500 rạp chiếu phim trong tuần đầu công chiếu. Bộ phim đã thu về 6,5 triệu đô la từ các buổi chiếu trước vào đêm thứ năm.

## Nhận định

### Xác thực lịch sử
Độ chính xác về mặt lịch sử của Võ sĩ giác đấu II cũng được xem xét vì một số điểm không chính xác bao gồm cuộc bao vây thành phố Numidia của tàu chiến ba tầng La Mã và sự xuất hiện của cá mập trong một trận thủy chiến La Mã (naumachia). Numidia từng là một phần của Đế chế La Mã trong một khoảng thời gian trong thời kỳ trị vì của Caracalla. Đồng thời, khỉ đầu chó và tê giác được trưng bày trên đấu trường La Mã được chứng thực về mặt lịch sử mặc dù không có ghi chép nào về các đấu sĩ cưỡi tê giác. Học giả Ray Laurence lưu ý rằng "sự ngưỡng mộ cổ xưa đối với những người bất chấp cái chết như những đấu sĩ được bộ phim trình bày rất hay" và "văn hóa của các đấu sĩ được trình bày tốt với một bác sĩ đấu sĩ".
Macrinus ngoài đời thực là một pháp quan thái thú có dòng dõi người Berber từ Bắc Phi, người đã trở thành hoàng đế La Mã vào năm 217 sau Công nguyên sau khi âm mưu chống lại Caracalla và giết chết ông ta. Ông không phải là nô lệ của Marcus Aurelius và chưa bao giờ huấn luyện võ sĩ giác đấu. Các hoàng đế Geta và Caracalla ngoài đời thực không phải là anh em sinh đôi. Nhân vật Lucilla cũng dựa trên một nhân vật lịch sử có thật. Lucilla ngoài đời thực là con gái của Marcus Aurelius và vợ của Lucius Verus. Một trong những người con trai của họ được đặt tên là Lucius Verus.
Không có ghi chép lịch sử nào về một vị tướng La Mã tên là Marcus Acacius. Đồng hoàng đế La Mã Geta và Caracalla có dòng máu lai, chủ yếu là người Ả Rập đến từ Trung Đông và Bắc Phi, nhưng các diễn viên đóng vai họ thì không.